# Invar
L'invar, també anomenat FeNi36 o nivarox, és un aliatge de ferro (64%) i níquel (36%) amb molt poc carboni i una mica de crom.

Variació del coeficient de dilatació de l'invar en funció del contingut de níquel.

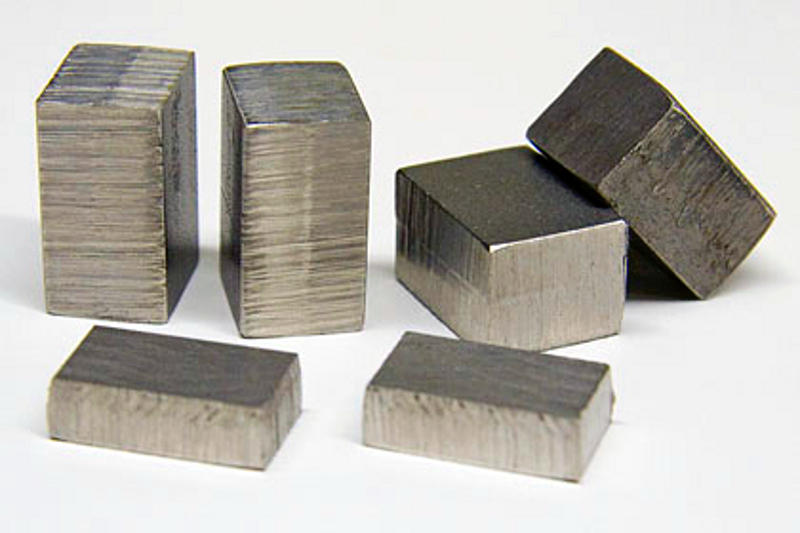
Blocs d'invar

Pel seu petit coeficient de dilatació s'empra en la fabricació de peces de precisió (rellotgeria, aparells de física, vàlvules de motors, etc.) I, especialment, en instruments per mesurar longitud, com ara els utilitzats en topografia.
També té aplicacions en la fabricació d'útils per a processos de conformat de material compost. El seu baix coeficient d'expansió tèrmic possibilita que les peces ja sigui en processos per via seca o humida obtinguin molt bones toleràncies, l'invar presenta com a desavantatge de ser susceptible a la fluència lenta. No obstant això, el seu ús està restringit a planxes de poc gruix sobre bases d'acer o alumini causa del seu alt cost i pes.
Va ser inventada per Charles Edouard Guillaume el 1896 i el mateix va ser guardonat amb el premi Nobel de Física el 1920 per aquest descobriment. Cap a 1920 també va inventar un aliatge de composició semblant, anomenada elinvar, que posseeix un mòdul d'elasticitat que no varia molt amb la temperatura.